# Megalophanes siciella
Megalophanes siciella är en fjärilsart som beskrevs av Jacob Hübner 1793. Megalophanes siciella ingår i släktet Megalophanes och familjen säckspinnare. Inga underarter finns listade i Catalogue of Life.